# Erik Lierenfeld

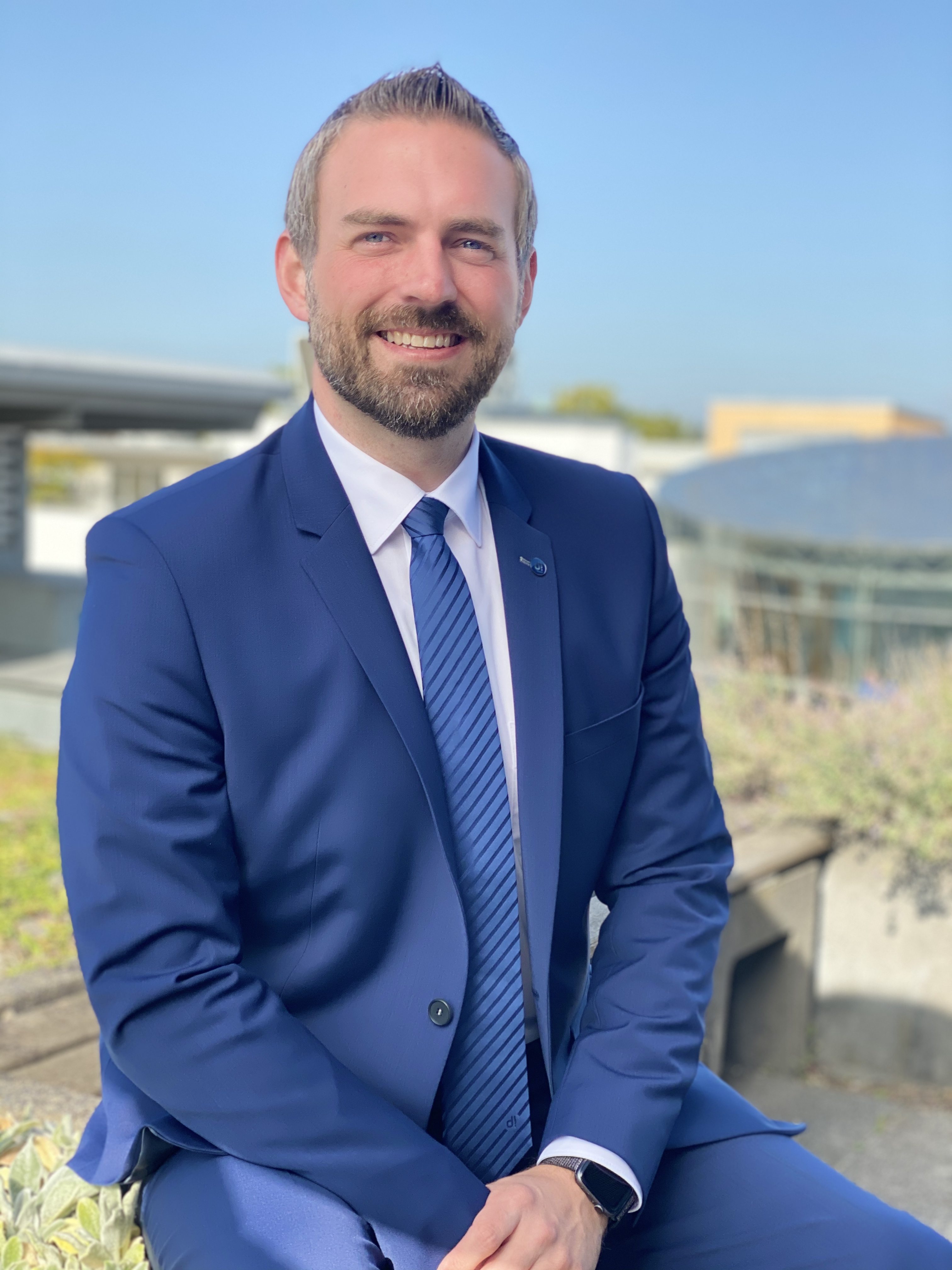
Bürgermeister Erik Lierenfeld (2020)

Erik Lierenfeld (* 6. Oktober 1986 in Dormagen) ist ein deutscher Kommunalpolitiker (SPD), der 2014 erstmals zum Bürgermeister der Stadt Dormagen gewählt wurde. Bei der Kommunalwahl in Nordrhein-Westfalen im Jahr 2020 wurde er wiedergewählt.

## Leben
Lierenfeld besuchte von 1997 bis 2003 die Städtische Realschule am Sportpark Dormagen.
Nach dem Abitur am Bettina-von-Arnim-Gymnasium im Jahr 2006 begann Lierenfeld ein duales Studium der Verwaltungswissenschaften an der Fachhochschule für öffentliche Verwaltung Nordrhein-Westfalen in Duisburg, das er 2009 als Diplom-Verwaltungswirt (FH) abschloss. Die fachpraktische Ausbildung absolvierte er als Stadtinspektoranwärter bei der kreisangehörigen Stadt Meerbusch.
Nach der Bürgermeisterwahl 2009 wurde der damals 23-Jährige zum zweiten stellvertretenden Bürgermeister von Dormagen gewählt. Im Jahr 2014 stellte ihn die SPD als Bürgermeisterkandidaten auf. Am 25. Mai 2014 gewann er die Wahl im ersten Wahlgang mit 52,1 Prozent der Stimmen gegen den bisherigen Amtsinhaber Peter-Olaf Hoffmann (CDU).
In den Jahren 2017, 2018 und 2019 wurde Lierenfeld durch das Wirtschaftsmagazin „Capital“ als einer der „Top 40 unter 40“ im Bereich „Politik und Staat“ ausgezeichnet.
Bei der Kommunalwahl am 13. September 2020 kandidierte Lierenfeld erneut als Bürgermeister der Stadt Dormagen. Er gewann die Wahl mit einem Ergebnis von 63,7 Prozent.